# Swedish Open 2016 - Qualificazioni singolare femminile
Le qualificazioni del singolare femminile dello Swedish Open 2016 sono state un torneo di tennis preliminare per accedere alla fase finale della manifestazione. Le vincitrici dell'ultimo turno sono entrate di diritto nel tabellone principale. In caso di ritiro di una o più giocatrici aventi diritto a queste sono subentrati le lucky loser, ossia le giocatrici che hanno perso nell'ultimo turno ma che avevano una classifica più alta rispetto alle altre partecipanti che avevano comunque perso nel turno finale.

## Teste di serie
1. Kateřina Siniaková (qualificata)
2. Kateryna Kozlova (qualificata)
3. Maria Sakkarī (ultimo turno)
4. Stefanie Vögele (ultimo turno)
5. Jana Čepelová (qualificata)
6. Mandy Minella (primo turno)

1. Marina Eraković (ultimo turno)
2. Sílvia Soler Espinosa (ultimo turno)
3. Aleksandra Krunić (qualificata)
4. Elise Mertens (ultimo turno)
5. Ysaline Bonaventure (primo turno)
6. Sara Sorribes Tormo (qualificata)

## Qualificate
1. Kateřina Siniaková
2. Kateryna Kozlova
3. Lucie Hradecká

1. Sara Sorribes Tormo
2. Jana Čepelová
3. Aleksandra Krunić

## Tabellone

### Legenda
| - Q = Qualificato - WC = Wild card - LL = Lucky loser | - ALT = Alternate - SE = Special Exempt - PR = Protected Ranking | - w/o = Walkover - r = Ritirato - d = Squalificato |

### Sezione 1
|  | Primo turno | Primo turno           | Primo turno        | Primo turno | Primo turno |  |  | Ultimo turno | Ultimo turno          | Ultimo turno | Ultimo turno | Ultimo turno |  |
|  |             |                       |                    |             |             |  |  |              |                       |              |              |              |  |
|  | 1           | Kateřina Siniaková    | Kateřina Siniaková | 6           | 6           |  |  |              |                       |              |              |              |  |
|  |             | Lesley Kerkhove       | Lesley Kerkhove    | 3           | 2           |  |  | 1            | Kateřina Siniaková    | 2            | 6            | 6            |  |
|  |             | Ons Jabeur            | 7                  | 1           | 3           |  |  | 8            | Sílvia Soler Espinosa | 6            | 2            | 3            |  |
|  | 8           | Sílvia Soler Espinosa | 5                  | 6           | 6           |  |  |              |                       |              |              |              |  |

### Sezione 2
|  | Primo turno | Primo turno      | Primo turno      | Primo turno | Primo turno |  |  | Ultimo turno | Ultimo turno     | Ultimo turno     | Ultimo turno | Ultimo turno |  |
|  |             |                  |                  |             |             |  |  |              |                  |                  |              |              |  |
|  | 2           | Kateryna Kozlova | Kateryna Kozlova | 7           | 7           |  |  |              |                  |                  |              |              |  |
|  |             | Misa Eguchi      | Misa Eguchi      | 5           | 5           |  |  | 2            | Kateryna Kozlova | Kateryna Kozlova | 6            | 6            |  |
|  | WC          | Julia Rosenqvist | Julia Rosenqvist | 3           | 0           |  |  | 10           | Elise Mertens    | Elise Mertens    | 1            | 3            |  |
|  | 10          | Elise Mertens    | Elise Mertens    | 6           | 6           |  |  |              |                  |                  |              |              |  |

### Sezione 3
|  | Primo turno | Primo turno         | Primo turno   | Primo turno | Primo turno |  |  | Ultimo turno | Ultimo turno   | Ultimo turno | Ultimo turno | Ultimo turno |  |
|  |             |                     |               |             |             |  |  |              |                |              |              |              |  |
|  | 3           | Maria Sakkarī       | Maria Sakkarī | 6           | 6           |  |  |              |                |              |              |              |  |
|  |             | Alizé Lim           | Alizé Lim     | 3           | 2           |  |  | 3            | Maria Sakkarī  | 6            | 3            | 1            |  |
|  |             | Lucie Hradecká      | 4             | 6           | 6           |  |  |              | Lucie Hradecká | 2            | 6            | 6            |  |
|  | 11          | Ysaline Bonaventure | 6             | 3           | 2           |  |  |              |                |              |              |              |  |

### Sezione 4
|  | Primo turno | Primo turno           | Primo turno | Primo turno | Primo turno |  |  | Ultimo turno | Ultimo turno        | Ultimo turno        | Ultimo turno | Ultimo turno |  |
|  |             |                       |             |             |             |  |  |              |                     |                     |              |              |  |
|  | 4           | Stefanie Vögele       | 7           | 2           | 6           |  |  |              |                     |                     |              |              |  |
|  | WC          | Kajsa Rinaldo Persson | 5           | 6           | 1           |  |  | 4            | Stefanie Vögele     | Stefanie Vögele     | 4            | 3            |  |
|  |             | Richèl Hogenkamp      | 6           | 2           | 4           |  |  | 12           | Sara Sorribes Tormo | Sara Sorribes Tormo | 6            | 6            |  |
|  | 12          | Sara Sorribes Tormo   | 4           | 6           | 6           |  |  |              |                     |                     |              |              |  |

### Sezione 5
|  | Primo turno | Primo turno     | Primo turno     | Primo turno | Primo turno |  |  | Ultimo turno | Ultimo turno    | Ultimo turno    | Ultimo turno | Ultimo turno |  |
|  |             |                 |                 |             |             |  |  |              |                 |                 |              |              |  |
|  | 5           | Jana Čepelová   | Jana Čepelová   | 6           | 6           |  |  |              |                 |                 |              |              |  |
|  | WC          | Anette Munozova | Anette Munozova | 2           | 0           |  |  | 5            | Jana Čepelová   | Jana Čepelová   | 6            | 6            |  |
|  | WC          | Fanny Östlund   | Fanny Östlund   | 5           | 2           |  |  | 7            | Marina Eraković | Marina Eraković | 1            | 3            |  |
|  | 7           | Marina Eraković | Marina Eraković | 7           | 6           |  |  |              |                 |                 |              |              |  |

### Sezione 6
|  | Primo turno | Primo turno       | Primo turno       | Primo turno | Primo turno |  |  | Ultimo turno | Ultimo turno      | Ultimo turno      | Ultimo turno | Ultimo turno |  |
|  |             |                   |                   |             |             |  |  |              |                   |                   |              |              |  |
|  | 6           | Mandy Minella     | Mandy Minella     | 2           | 2           |  |  |              |                   |                   |              |              |  |
|  |             | Cindy Burger      | Cindy Burger      | 6           | 6           |  |  |              | Cindy Burger      | Cindy Burger      | 2            | 1            |  |
|  |             | Andreea Mitu      | Andreea Mitu      | 5           | 2           |  |  | 9            | Aleksandra Krunić | Aleksandra Krunić | 6            | 6            |  |
|  | 9           | Aleksandra Krunić | Aleksandra Krunić | 7           | 6           |  |  |              |                   |                   |              |              |  |